# Naturdenkmal Schwagloch (2.2.2.3)
Das Naturdenkmal Schwagloch (2.2.2.3) mit einer Größe von 0,65 ha liegt ungefähr 1,8 km südlich von Bleiwäsche. Das Naturdenkmal (ND) befindet sich im Stadtgebiet von Brilon. Das Gebiet wurde 2001 mit dem Landschaftsplan Hoppecketal durch den Kreistag des Hochsauerlandkreises als Naturdenkmal (ND) ausgewiesen. Das Naturdenkmal ist umgeben vom Landschaftsschutzgebiet Fauler Bruch / Hemmeker Bruch. Nördlich des ND befindet sich in 1,8 km Entfernung das Naturdenkmal Doline (2.2.2.1) und in 100 m Entfernung das Naturdenkmal Doline (2.2.2.2). Das ND ist umgeben vom Landschaftsschutzgebiet Fauler Bruch / Hemmeker Bruch.
Das ND Schwagloch (2.2.2.3) gehört zu den fünf Naturdenkmälern im Landschaftsplan Hoppecketal welche als Karsterscheinungen festgesetzt wurden. Dabei handelt es sich um drei Schwalglöcher und zwei Dolinen.

## Beschreibung
Das Schwagloch (2.2.2.3) befindet sich mitten in landwirtschaftlichen Flächen. Die direkte Umgebung wird als Grünland genutzt. Im Bereich des Naturdenkmals befindet sich eine Höhle. Das ND ist mit Gehölzen bestanden.